# Roman Otschanowitsch Chagba
Roman Otschanowitsch Chagba (russisch Роман Очанович Хагба; * 23. Juli 1964 in Gudauta) ist ein ehemaliger russischer Fußballspieler abchasischer Herkunft.

## Leben und Karriere
Roman Chagba begann das professionelle Fußballspielen bei Dinamo Suchum in der dritten sowjetischen Liga. 1985 kam er zum Erstligisten Torpedo Kutaissi, wo er bis 1986 verblieb. In der Saison darauf spielte er erst kurz bei Gurija Lantschchuti, anschließend kehrte er zeitweise zu Dinamo Suchum zurück. Ebenfalls noch 1987 stand er im Kader von Dinamo Tiflis, 1988 bei Metallist Charkow. 
Bei beiden Vereinen konnte er sich jedoch nicht durchsetzen, so dass er noch 1988 erneut zu seinem alten Verein Dinamo Suchum nach Abchasien zurückkehrte. In der darauffolgenden Saison gelang ihm mit seinem Club der Aufstieg in die Perwaja Liga, die zweite sowjetische Liga. Roman Chagba wurde zum Stammspieler, absolvierte bis 1991 insgesamt 110 Spiele und schoss 36 Tore, womit er maßgeblich zum Klassenerhalt seines Vereins beitrug. Als sich die Sowjetunion auflöse, stürzte Abchasien in einen Bürgerkrieg, sein Verein konnte keinen regulären Spielbetrieb mehr aufrechterhalten. 
Chagba wechselte daraufhin zu Schemtschuschina Sotschi in die neugegründete russische Liga, wo er auf seinen ehemaligen Mannschaftskollegen Gennadi Bondaruk traf. Dort verblieb er bis 1993, anschließend folgten Stationen bei Torpedo Adler (damals zweite Mannschaft von Schemtschuschina Sotschi), dem Malacca FA in Malaysia und bei Textilschtschik Barysch. 
1997 kehrte er noch einmal zu Schemtschuschina Sotschi zurück, spielte aber nur in der zweiten Mannschaft. 1998 ließ er seine Karriere bei Lokomotiw-Taim Mineralnyje Wody ausklingen.
| Personendaten    | Personendaten                        |
| ---------------- | ------------------------------------ |
| NAME             | Chagba, Roman Otschanowitsch         |
| ALTERNATIVNAMEN  | Хагба, Роман Очанович (russisch)     |
| KURZBESCHREIBUNG | russisch-abchasischer Fußballspieler |
| GEBURTSDATUM     | 23. Juli 1964                        |
| GEBURTSORT       | Gudauta                              |